# Partita della morte

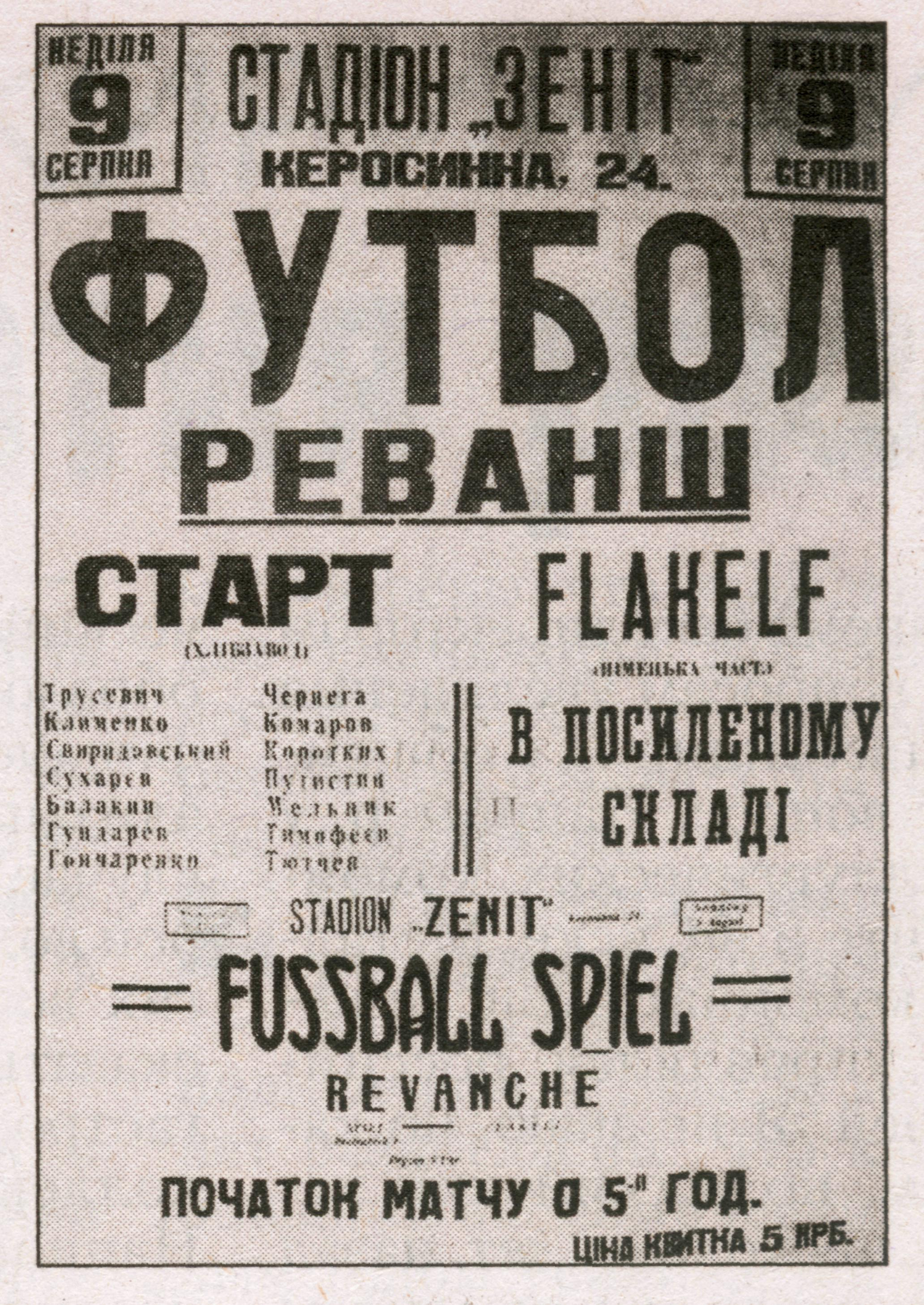
La locandina del match

La cosiddetta partita della morte fu una partita di calcio giocata tra ufficiali tedeschi e giocatori ucraini nel 1942. Nel corso degli anni si è affermata una versione di questo episodio, ripresa da mezzi di comunicazione di vario tipo, che non corrisponde alla realtà storica; anche il termine stesso è una drammatizzazione di un evento meno particolare di quanto si tenda a credere.
La partita della morte ha ispirato tre lungometraggi, tra i quali lo statunitense Fuga per la vittoria.

## Prima versione

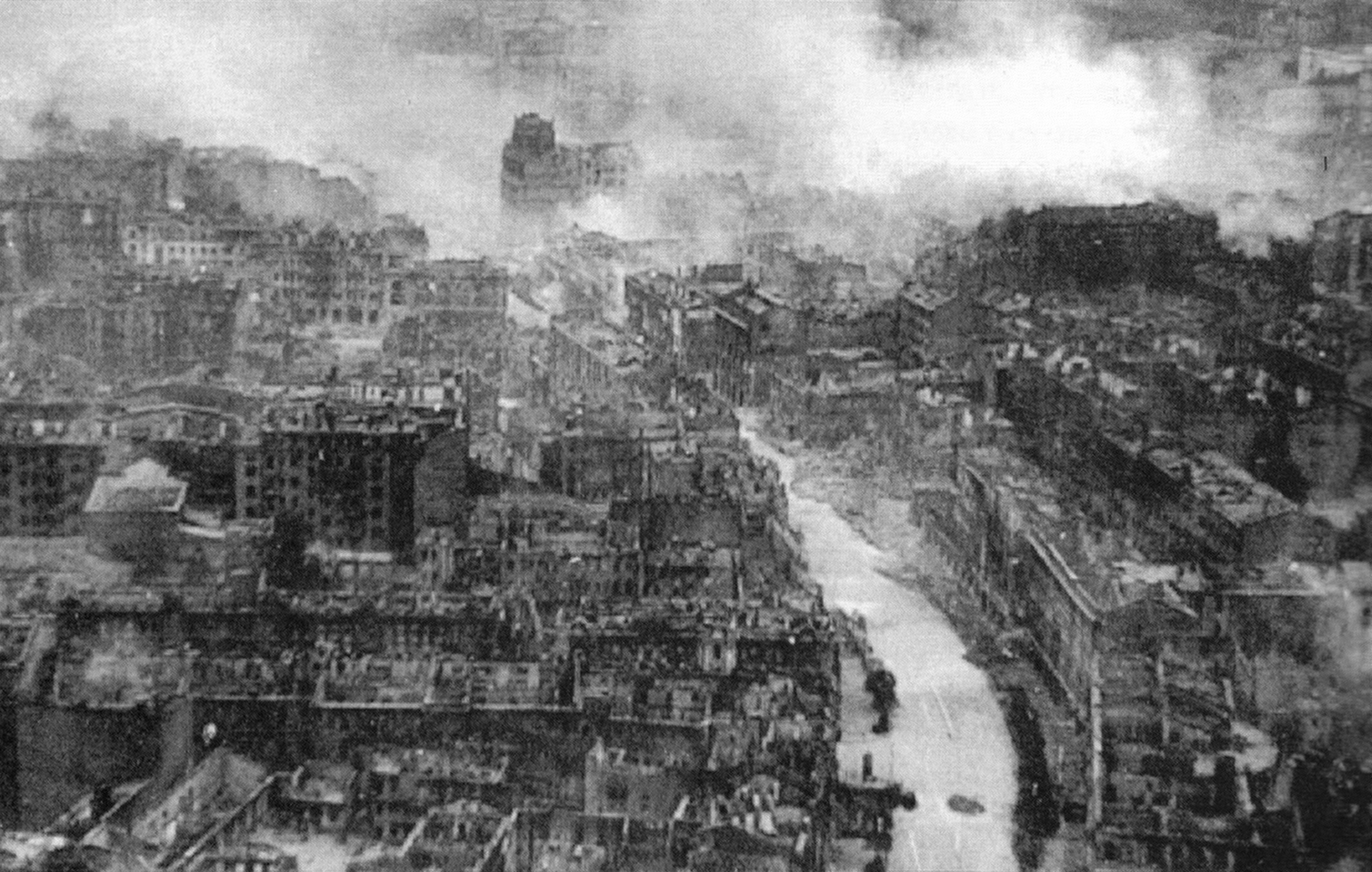
Kiev distrutta durante la guerra

Iosif Ivanovič Kordik, un ceco della Moravia nato nell'Impero austro-ungarico, era stato costretto a rifugiarsi a Kiev, dove era rimasto per il resto della sua vita. Qui si trovò a dirigere l'importante panificio cittadino per cui lavorava.
Kordik era un appassionato di sport: si offrì di assumere Nikolaj Trusevič, portiere della Dinamo Kiev, nel suo panificio. Il portiere aveva lavorato per vent'anni come ingegnere panificatore, ma dovette accettare un posto come inserviente: le leggi tedesche gli impedivano, essendo un nemico del Reich, di tornare a esercitare la sua vecchia professione. Kordik voleva circondarsi di figure che avessero avuto un certo prestigio sportivo e fornire ai propri dipendenti, attraverso lo sport, una valvola di sfogo perché producessero di più e lavorassero meglio. Fu così che Kordik chiese a Trusevič di andare in cerca dei suoi vecchi compagni, per formare una squadra di calcio del panificio: i giocatori assunti avrebbero ottenuto un posto per dormire, qualcosa da mangiare e una piccola protezione dalle angherie del Reich. Così il portiere riuscì ad allestire la squadra nella primavera del 1942, radunando sia giocatori della «vecchia» Dinamo Kiev che della Lokomotyv Kiev, la seconda squadra della capitale ucraina.
Nel frattempo Kiev cercava di resistere all'occupazione tedesca. I tedeschi pensarono di piegare lo spirito fiero dell'armata rossa affidandosi alla propaganda e al calcio, organizzando un vero e proprio torneo. La stagione calcistica avrebbe avuto inizio il 7 giugno 1942 e avrebbe visto la partecipazione di sei squadre: quella di Kordik, quattro formate da truppe tedesche, ungheresi e rumene, e la Ruch (Ucraina).
La squadra di Kordik, battezzata Start FC, venne subito iscritta al campionato. Ne facevano parte Nikolaj Trusevič, Michail Sviridovskij, Nikolaj Korotkich, Oleksij Klymenko, Fedir Tjutčev, Michail Putistin, Ivan Kuzmenko, Makar Hončarenko, Pavel Komarov della Dinamo Kiev, e Vladimir Balakin, Vasilij Sucharev, Michail Mel'nik della Lokomotyv Kiev. Fu nominato capitano Trusevič, il portiere, noto per la sua agilità e per il suo stile di parata spettacolare. Ad affiancarlo nelle decisioni era Michail Putistin, veterano della squadra che vinse l'argento nel Campionato Sovietico del 1936. Michhail Sviridovskij, colonna della Dinamo di dieci anni prima, divenne l'allenatore della Start: tornò a indossare gli scarpini, posizionandosi in difesa insieme a Fedor Tjutčev ed al veloce Oleksij Klymenko, terzino minuto, ma arcigno. A centrocampo si attestò Nikolai Korotkikh, personaggio calcistico di second'ordine; però l'attacco della Start era formato da Michail Mel'nik affiancato da Ivan Kuzmenko, che vantava una buona presenza fisica e un tiro potente e preciso. Makar Hončarenko, basso e compatto, ma allo stesso tempo veloce e talentuoso, possedeva visione di gioco e classe, oltre all'abilità di servire i compagni in maniera precisa e di sfruttare ogni spiraglio di porta che offrisse la possibilità di segnare.
Putistin e Trusevič trovarono in un magazzino delle divise con cui disputare il campionato, di colore rosso. Nonostante i massacranti turni di lavoro al panificio, la scarsa alimentazione e la precaria condizione fisica, il 7 giugno la Start iniziò il proprio campionato giocando allo Stadio della Repubblica contro la Ruch, una squadra appoggiata dal movimento nazionalista ucraino anti-sovietico e filo-tedesco. Risultato: 7-2 per la Start. La cosa fece un po' troppo rumore, e i tedeschi ordinarono di far giocare le altre partite in un impianto più piccolo e periferico, lo stadio Zenit (attuale stadio Start).
Lo Zenit fu inaugurato con una vittoria 6-2 sulla squadra ungherese, seguita pochi giorni dopo da un perentorio 11-0 ai danni della rappresentativa rumena. Le vittorie della Start iniziarono a significare molto per la popolazione di Kiev: per molti furono un'ispirazione a resistere, uno sprone a tenere alto il morale, un appiglio per non lasciarsi schiacciare dai tedeschi. Il 17 luglio la Start incontrò per la prima volta una squadra tedesca, la PGS, vincendo con un pesante 6-0, mentre un'altra squadra ungherese, l'MGS Wal, perse 5-1 due giorni più tardi. La rivincita dell'incontro con l'MGS Wal, organizzata dai tedeschi, finì 3-2: la Start stava diventando un simbolo della resistenza di Kiev. I comandi militari decisero quindi di mandare a giocare a Kiev il Flakelf, la più forte squadra militare tedesca di stanza in Ucraina, formata da militari e considerata invincibile. Il risultato del 6 agosto fu un'altra volta una larga vittoria della Start: il Flakelf fu sconfitto 5-1. In sette partite, 43 goal fatti e solo 8 subiti.
L'ultima occasione per piegare la Kiev calcistica sarebbe stata il 9 agosto: rinforzando la squadra con alcuni tra i migliori calciatori dell'esercito tedesco impiegati sul fronte ucraino, i tedeschi organizzarono una partita di ritorno. La partita venne annunciata con una grande campagna pubblicitaria, manifesti vennero affissi su tutta la città ed i giornali pubblicarono articoli che elogiavano la forza del Flakelf. Prima della partita un arbitro tedesco, un ufficiale delle SS, fece il suo ingresso nello spogliatoio della Start intimando ai giocatori di fare il saluto «Heil Hitler» e di giocare come una squadra forte ma di far vincere il Flakelf. Dopo il saluto dei tedeschi, però, i giocatori della Start fecero il saluto che era di costume nello sport sovietico: «Fizkult Hurà!», «Viva la cultura fisica».
Le gradinate dello stadio erano piene di soldati della Wehrmacht in uniforme e con diverse armi. In un piccolo settore vi erano ucraini, vecchi, donne e bambini. I tedeschi ci diedero dentro da subito e senza mezzi termini, con un gioco violento e provocatorio. I falli dei tedeschi venivano regolarmente ignorati dal direttore di gara, quelli degli ucraini erano segnalati tutti. Un'azione dalla dubbia regolarità, un palese fuorigioco e un calcio in testa al portiere Trusevič in una mischia sottoporta che lo fece rimanere alcuni minuti a terra stordito, permisero ai tedeschi di passare in vantaggio. Ma in meno di venti minuti i giocatori della Start segnarono tre volte. Il primo goal lo fece Kuzmenko da trenta metri di distanza, su punizione. Poi, una doppietta di Hončarenko (con il primo goal frutto di una serpentina in area e il secondo con una mezza rovesciata) portò la propria squadra sul 3-1.
Durante l'intervallo fece il suo ingresso negli spogliatoi un ufficiale delle SS, che cercò di convincere i giocatori della Start a perdere la partita dicendogli che se la partita non fosse stata persa le conseguenze sarebbero state terribili. Nel secondo tempo, dopo uno sbandamento iniziale che permise ai tedeschi di portarsi sul 3-3, lo Start decollò e segnò altre due volte, portando il risultato sul 5-3. Il difensore Klimenko poco prima del fischio finale dribblò la difesa del Flakelf, compreso il loro portiere, ma invece di buttare la palla in rete si  fermò sulla linea, si girò e spazzò il pallone il più lontano possibile, verso il centro del campo, evitando la sesta marcatura.
Al termine della partita, i giocatori ucraini si resero conto di aver firmato la propria condanna a morte. Alcune settimane più tardi iniziarono gli arresti. Il primo ad essere portato via fu Nikolaj Korotkich, un ufficiale in servizio della polizia segreta: fu arrestato il 6 settembre e morì dopo venti giorni di tortura nel quartier generale della Gestapo in Korolenka Vulycja. Anche gli altri giocatori subirono le torture della Gestapo, prima di essere deportati nel campo di concentramento di Syrec, poco fuori Kiev, amministrato dal feroce Paul von Radomsky, Obersturmbahnführer delle SS. Hončarenko e Sviridovskij riuscirono invece a fuggire insieme. Tre giocatori persero la vita a Syrec: Kuzmenko, Klimenko e Trusevič, tutti e tre nella stessa occasione. La mattina del 24 febbraio 1943 Radomsky ordinò una rappresaglia per un tentato attacco incendiario al campo. I prigionieri vennero disposti in fila e fucilati. Nikolaj Trusevič, mentre la guardia apriva il fuoco, urlò: «Krasnyj sport ne umriot!», «Lo sport rosso non morirà mai!».

## Seconda versione
All'epoca in Ucraina vennero organizzate moltissime partite di calcio per distrarre la popolazione e tenere impegnati i soldati, e Kiev non fece eccezione. Nell'estate del 1942 nella capitale si trovavano varie squadre: il Ruch, composto da ucraini collaborazionisti, le formazioni dei battaglioni rumeno e ungherese, l'MSG.Wal (altra squadra ungherese), RSG e Flakelf, formazioni tedesche, e la Start. Composta da ex giocatori professionisti di Dinamo e Lokomotiv, la Start vinse senza troppi problemi tutte le partite giocate. Il 6 agosto batté 5-1 il Flakelf, considerata la miglior squadra militare tedesca, e i tedeschi fissarono una rivincita solo tre giorni più tardi; concessero alla Start tre giocatori in più, tre poliziotti ucraini sotto il loro comando (Tkačenko, Timofeev e Gundarev), e rinforzarono a loro volta la squadra.
Il 9 agosto lo stadio Zenit ospitò la seconda partita tra Start e Flakelf. Sia in campo che sugli spalti non si verificò nessuno degli episodi tramandati dalla leggenda: il pubblico era presente, non c'erano soldati armati a bordo campo, nessuno minacciò i giocatori prima e durante il match e il gioco fu duro, ma senza esagerazioni. Nonostante la stanchezza di molti giocatori la Start vinse 5-3, ma non ci furono rappresaglie dopo il fischio finale e i giocatori di entrambe le squadre fecero una foto insieme sul prato dello Zenit a gara ultimata. Numerose testimonianze, anche oculari, smentiscono la storia romanzata della Partita della morte.
Secondo lo storico Vitalij Hedz, i ragazzi della Start furono catturati per avere tentato di uccidere alcuni ufficiali tedeschi, sbriciolando del vetro nel pane loro destinato (lavoravano quasi tutti nel panificio), mentre altre fonti ritengono che i tedeschi, arenatasi a Stalingrado l'offensiva in Russia, strinsero le maglie e iniziarono a controllare in modo molto più stretto i potenziali membri dell'NKVD. Nikolaj Korotkich fu l'unico degli accusati a essere identificato come militare in servizio attivo: morì dopo alcuni giorni di tortura da parte della Gestapo, ma tuttora non è chiaro se fosse realmente in servizio dell'NKVD. Le altre tre vittime (Trusevič, Klimenko e Kuzmenko) furono uccise il 24 febbraio 1943, ovvero sei mesi dopo la partita tra Start e Flakelf, insieme ad altri prigionieri del campo di concentramento di Syrec; non si conosce il motivo dell'esecuzione (una ribellione, un tentativo di fuga e il rifiuto di impiccare alcuni compagni sono quelli più probabili per gli storici), ma di certo il motivo scatenante non fu la sconfitta del Flakelf, anche perché nel gruppo dei fucilati figuravano persone che non avevano alcuna correlazione con la Start.
Per quanto riguarda gli altri giocatori arrestati, Balakin fu rilasciato mentre gli altri furono portati a Syrec e assegnati a vari gruppi di lavoro (Putistin, Tjutčev e Komarov agli elettricisti, Sviridovskij e Hončarenko ai calzolai); rimasero nel campo per più di un anno, fuggendo in tempi diversi prima della liberazione di Kiev nel novembre del 1943. Komarov non fuggì ma lasciò Kiev con le truppe tedesche (non si sa se volontariamente o meno), quindi emigrò in Canada a guerra finita. Dei tre poliziotti ucraini che figuravano nella lista dei giocatori della Start per la partita del 9 agosto, Tkačenko fu ucciso dopo aver aggredito un membro della Gestapo, mentre Timofeev e Gundarev furono accusati di collaborazionismo e rinchiusi in un gulag per cinque e dieci anni rispettivamente.

## Lungometraggi tratti o ispirati dall'evento
- Due tempi all'inferno (Két félidő a pokolban, Ungheria 1961) di Zoltán Fábri
- Il terzo tempo (Tretij tajm, Unione Sovietica 1962) di Evgenij Karelov
- Fuga per la vittoria (Escape to Victory, USA 1981) di John Huston con Pelé, Michael Caine e Sylvester Stallone[3]
- The Match, Russia 2012, di Andrey Malyukov con Sebastian Anton, Karen Badalov

## Libri
La vicenda è narrata anche, in forma romanzata, nel libro per ragazzi In piedi nella neve dell'autrice Nicoletta Bortolotti.